# Fall Grischino
Als Fall Grischino wird die Untersuchung mutmaßlicher Kriegsverbrechen von Angehörigen der Roten Armee im Februar 1943 bezeichnet. In der ostukrainischen Stadt Grischino sollen im Verlauf des Deutsch-Sowjetischen Krieges während kurzzeitiger sowjetischer Besetzung der Ortschaft hunderte Angehörige der Wehrmacht, weiterer deutscher Organisationen sowie Soldaten verbündeter Streitkräfte getötet worden sein.

## Vorfall
Die ostukrainische Stadt Grischino (ab 1934 Postyschewo, ab 1938 Krasnoarmejsk, seit 2016 Pokrowsk) war ein wichtiger Verkehrsknotenpunkt. Hier verlief die Durchgangsstraße IV, die auch als „Rollbahn Süd“ bezeichnet wurde. Die „Straße der SS“ sollte ursprünglich bis zur Krim und in den Kaukasus führen, endete aber 1943 östlich von Stalino, dem heutigen Donezk.
Der Verkehrsknotenpunkt war in der Nacht vom 10. auf den 11. Februar 1943 vorübergehend durch das sowjetische 4. Garde-Panzer-Korps besetzt worden. Nach der Rückeroberung durch die SS-Panzergrenadier-Division „Wiking“ mit Unterstützung der 333. Infanterie- und der 7. Panzer-Division wurden am 18. Februar 1943 zahlreiche Tote entdeckt, die Verstümmelungen und Spuren von Misshandlungen aufwiesen. Während ein Großteil der Ermittlungsakten verloren gegangen ist, blieb eine von der Wehrmacht-Untersuchungsstelle im Auftrag des Auswärtigen Amts herausgegebene Broschüre im Bundesarchiv erhalten.
Insgesamt sollen 596 Kriegsgefangene – darunter auch Krankenschwestern, Bauarbeiter und Nachrichtenhelferinnen – getötet worden sein.
Ermittlungsergebnissen der Wehrmacht-Untersuchungsstelle (WUSt) zufolge befanden sich unter den Opfern 406 Wehrmachtangehörige, 58 Angehörige der Organisation Todt (darunter 2 dänische Staatsangehörige), 89 italienische Soldaten, 9 rumänische Soldaten, 4 ungarische Soldaten, 15 deutsche Beamte, 7 deutsche Zivilarbeiter und 8 ukrainische Freiwillige.